# Павлидис, Вангелис
Ва́нгелис Павли́дис (греч. Βαγγέλης Παυλίδης; родился 21 ноября 1998, Салоники) — греческий футболист, нападающий клуба «Бенфика» и национальной сборной Греции.

## Клубная карьера
Уроженец греческого города Салоники, Вангелис Павлидис начал футбольную карьеру в местном клубе «Бебидес 2000». С 2015 года выступал в футбольной академии немецкого «Бохума». 9 апреля 2016 года подписал с «Бохумом» свой первый профессиональный контракт. 15 мая 2016 года дебютировал в основном составе «Бохума» в матче Второй Бундеслиги против «Хайденхайма».
26 января 2018 года перешёл в клуб «Боруссия Дортмунд II» на правах аренды. 22 июня 2018 года его аренда в дортмундской команде была продлена на год. За два сезона Павлидис провёл за вторую команду дортмундской «Боруссии» в региональной лиге «Запад» 36 матчей и забил 6 мячей.
17 января 2019 года Павлидис отправился в аренду в нидерландский клуб «Виллем II» до конца сезона 2018/19. 23 января 2019 года забил свой первый гол за клуб в матче Кубка Нидерландов против «Твенте». 16 февраля 2019 года забил свой первый гол в Эредивизи в матче против «Витесса».
29 апреля 2019 года «Виллем II» выкупил у «Бохума» права на Павлидиса, который подписал с нидерландском клубом постоянный контракт до 2022 года. 2 августа 2019 года, в матче первого тура Эредивизи сезона 2019/20 Павлидис забил два мяча в ворота ПЕК Зволле.
9 июля 2021 года перешёл в АЗ, подписав с клубом четырёхлетний контракт.
В сезоне 2023/24 он стал лучшим бомбардиром чемпионата Нидерландов, разделив первое место с Люком де Йонгом. В общей сложности он забил 29 голов.

## Карьера в сборной
Выступал за сборные Греции до 17, до 19, до 20 и до 21 года.
5 сентября 2019 года дебютировал за первую сборную Греции в матче отборочного турнира к чемпионату Европы против Финляндии. 15 октября 2019 года забил свой первый гол за сборную в матче против Боснии и Герцеговины. 11 октября 2024 года оформил дубль в ворота Англии в матче Лиги Наций УЕФА (2:1), что помог команде в гостях обыграть Англию.